# 巴伐利亞的瑪蒂爾德·卡羅琳
巴伐利亞的瑪蒂爾德·卡羅琳（德語：Mathilde Karoline von Bayern，1813年8月30日—1862年5月25日），黑森大公夫人，巴伐利亞國王路德維希一世的長女。
1833年，瑪蒂爾德·卡羅琳與黑森大公路德維希二世的長子路德維希結婚。1848年路德維希二世退位，她的丈夫成為黑森大公路德維希三世，瑪蒂爾德·卡羅琳成為大公夫人。兩人沒有子女。